# Ihor Černjavs'kyj
Ihor Oleksandrovyč Černjavs'kyj (in ucraino Ігор Олександрович Чернявський?; Svitlodars'k, 14 settembre 1995) è un giocatore di calcio a 5 ucraino.

## Carriera

### Club
Formatosi nelle arti marziali – e in particolare nella disciplina del kenpō di cui vinse alcuni tornei giovanili – Černjavs'kyj si avvicinò durante gli studi universitari al calcio a 5, praticandolo per anni a livello amatoriale. La prima esperienza professionistica fu nella stagione 2019-2020 quando disputò con la Dinamo Chișinău  alcune partite del campionato moldavo, debuttando inoltre nel turno preliminare di UEFA Champions League. Nell'estate del 2020 venne sorprendentemente tesserato dalla HIT Kiev su esplicita richiesta dell'allenatore Taras Špyčka che ne aveva intuito il potenziale. 

### Nazionale
Nel settembre del 2021 Černjavs'kyj debuttò nella nazionale maschile di calcio a 5 dell'Ucraina con cui in seguito prese parte al campionato europeo 2022 e alla Coppa del Mondo 2024.

## Palmarès
- Campionato ucraino: 2
HIT Kiev: 2022-23, 2023-24